# Nils Jonsson (Rickebyätten)
Nils Jonsson (Rickebyätten), född omkring 1338, död 1366, var en svensk riksråd, lagman och son till Jon Nilsson Stierna (Rickebyätten) och hans till namnet okända hustru, dotter till Kettil Ragvaldsson (Puke).

## Biografi
Nils Jonsson (Rickebyätten) var riksråd. Han var lagman i Östergötlands lagsaga enligt ett dokument från den 22 augusti 1364. Nils Jonsson avled mellan 1364–1366.

### Familj
Nils Jonsson gifte sig 1360 med Kristina Ulfsdotter (Sparre av Tofta), dotter till Ulf Abjörnsson (Sparre av Tofta) och Märta Sunedotter (Båt). Efter hans död gifte Kristina Ulfsdotter som sig med riksrådet Peter Ribbing.

## Bilder

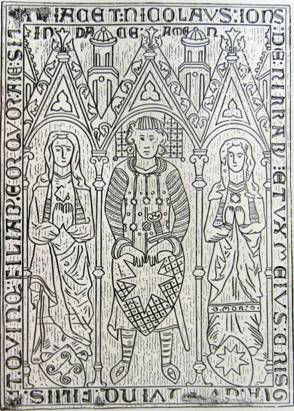
Gravvård över Kristina Kristiernsdotter (1282-1349) , gift med Nils Jonsson (Rickebyätten) til Vidbo (ca 1278-före 1319)